# Val-et-Châtillon
 Val-et-Châtillon  es una población y comuna francesa, en la región de Lorena, departamento de Meurthe y Mosela, en el distrito de Lunéville y cantón de Cirey-sur-Vezouze.

## Demografía
| 1396 | 1150 | 1039 | 759 | 675 | 696 |
| Para los censos de 1962 a 1999 la población legal corresponde a la población sin duplicidades (Fuente: INSEE [Consultar]) |      |      |     |     |     |